# Zhou Erfu
Pour les articles homonymes, voir Zhou.
Dans ce nom, le nom de famille, Zhou, précède le nom personnel.
Œuvres principales
Le Matin de Shanghai
Zhou Erfu (chinois 周而复, pinyin Zhōu Érfù), né en 1914 à Nankin, mort en 2004, est un écrivain chinois.

## Biographie
Zhou Erfu a fait des études d'anglais à l'université Guanghua de Shanghai. Sa carrière littéraire démarre réellement après 1938, année où il rejoint la zone communiste de Yan'an. Il est l'auteur d'un essai sur Norman Bethune, médecin canadien proche du communisme, essai qui devient ensuite un roman, Docteur Bethune. Zhou Erfu s'installe à Hong Kong en 1946, puis à Shanghai en 1949, et enfin à Pékin à partir de 1959. Son œuvre principale est un roman-fleuve, paru entre 1958 et 1980, Le Matin de Shanghai, qui est une sorte de suite au Minuit de Mao Dun.

## Œuvre
Le Matin de Shanghai est un roman en quatre volumes, qui paraît d'abord en feuilleton à partir de 1958, les deux derniers volumes étant publiés en 1980. Le roman raconte comment deux capitalistes de Shanghai tentent de s'accommoder du nouveau régime après 1949 ou d'en freiner la politique. Il a été adapté à Shanghai sous la forme d'une série télévisée en 1988.
Zhou est aussi l'auteur d'un autre roman-fleuve en six volumes, Changcheng wan li tu, qui traite de la résistance à l'invasion japonaise.

## Liste des œuvres
- Baiqiuen daifu (Docteur Bethune), Shanghai, Huaxia shudian, 1949.
- Yan su ya, Shanghai, Qunyi, 1950.
- Ye xing ji, Shanghai, Qunyi, 1950.
- Shanghai de zaochen (Le Matin de Shanghai), Beijing, Renmin wenxue, 1958.
- Changcheng wan li tu, Beijing, Wenhua yishu, 2004.

## Traductions
- « Le Matin de Shanghai » [extrait], trad. Isabelle Guillot-Belin, dans Nicolas Idier (dir.), Shanghai : histoire, promenades, anthologie et dictionnaire, Éditions Robert Laffont, coll. « Bouquins », 2010, p. 1147-1167.